# This Summer's Gonna Hurt like a MotherFucker
"This Summer's Gonna Hurt like a Motherf****r"("This Summer")는 마룬 5의 노래이자, 싱글 음반이다.

## 발매
《더 보이스》에서 첫 공연을 가졌다.

### 버전
- "This Summer's Gonna Hurt like a Motherf****r": 원 버전(Explicit)
- "This Summer's Gonna Hurt...": 클린 버전
- "This Summer": 알레소와의 리믹스 버전

## 곡 목록
| Digital download – Explicit 1. "This Summer" (Explicit) – 3:44 Digital download – Clean 1. "This Summer" (Clean) – 3:44 | Digital download – Circuit Jerks Remix 1. "This Summer" (Circuit Jerks Remix) – 3:54 |

## 뮤직 비디오
가사 비디오가 발매되었다.

## 제작
마룬 5
- 애덤 리바인 - 보컬, 정규 구성원
- 제시 카마이클 - 기타, 갱 보컬, 정규 구성원
- 제임스 밸런타인 - 기타, 갱 보컬, 정규 구성원
- 미키 매든 - 베이스 기타, 정규 구성원
- 맷 플린 - 드럼, 타악기, 정규 구성원
- PJ 모턴 - 키보드, 피아노, 갱 보컬, 정규 구성원
- 샘 패러 - 갱 보컬, 투어 구성원

기술진
- 쉘백
- 노아 "메일박스" 패소보이